# Walter Hartmann (General)
Walter Hartmann (* 23. Juli 1891 in Mülheim an der Ruhr; † 11. März 1977 in Hameln) war ein deutscher General der Artillerie im Zweiten Weltkrieg.

## Leben
Hartmann trat am 1. Oktober 1910 als Offiziersanwärter in das 1. Feldartillerie-Regiment Nr. 12 der Sächsischen Armee ein. Am 4. Mai 1912 wurde er dort mit Patent vom 24. Mai 1910 zum Leutnant befördert. Während des Ersten Weltkriegs kämpfte Hartmann mit seinem Regiment an der Ostfront und wurde als Führer der 3. Reitenden Batterie am 9. März 1915 mit dem Ritterkreuz des Militär-St. Heinrichs-Ordens beliehen. Im weiteren Kriegsverlauf avancierte er am 13. März 1916 zum Oberleutnant und kam einen Monat später als Beobachter zur Flieger-Ersatzabteilung 7. Er fungierte ab Januar 1917 als Erster Adjutant der Artillerie-Fliegerschule Ost und wurde am 1. Juni 1918 zum Fliegergruppen-Kommandeur 21 versetzt sowie zur Ausbildung im Generalstabsdienst kommandiert. Für seine Leistungen erhielt Hartmann beide Klassen des Eisernen Kreuzes und das Ritterkreuz II. Klasse des Albrechts-Ordens mit Schwertern.
Nach dem Krieg wurde er in die Reichswehr übernommen und am 1. Dezember 1921 zum Hauptmann befördert. In den Jahren 1924 und 1925 diente er im Stab der 4. Division in Dresden. Ab dem Frühjahr 1927 wurde er im 4. Artillerie-Regiment eingesetzt und 1932 zum Major ernannt. Ab Oktober 1934 war er Kommandeur beim Artillerie-Regiment Naumburg, nach dessen Umbenennung beim Artillerie-Regiment 60, wo er zum Juni 1936 Oberstleutnant befördert wurde. Ab Oktober 1937 war er beim Artillerie-Regiment 24, wo er zum Juni 1938 zum Oberst befördert wurde.
Mit diesem Regiment nahm er am Überfall auf Polen sowie am Westfeldzug teil. Im November 1940 wurde er zu einer anderen Artillerieeinheit versetzt, die im Juni 1941 am Überfall auf die Sowjetunion beteiligt war. Bereits am 15. Juli 1941 verlor er durch eine Verwundung einen Arm und ein Bein. Am 10. August 1941 erhielt er das Ritterkreuz des Eisernen Kreuzes und wurde zum 1. Oktober 1941 zum Generalmajor befördert. Nachdem seine Gesundheit – soweit möglich – wiederhergestellt war, trat er auf eigenen Wunsch wieder den Dienst an und übernahm zum 1. Mai 1942 das Kommando einer Reservedivision, zum September 1942 das der 390. Feldausbildungs-Division, bei der er im Februar 1943 zum Generalleutnant befördert wurde. Ab April 1943 übernahm er von Generalleutnant Werner Richter das Kommando über die 87. Infanterie-Division, die bei Welisch eingesetzt war. Im November 1943 wurde er mit dem Eichenlaub zum Ritterkreuz (340. Verleihung) ausgezeichnet. Bereits wenige Tage vorher war er in die Führerreserve versetzt worden und nahm im Januar 1944 an einem Lehrgang teil. Am 20. Januar 1944 übernahm er von Carl Hilpert die Führung des I. Armeekorps. Mit seiner Ernennung zum General der Artillerie übernahm er am 1. Mai 1944 das Kommando über das XXXXIX. Gebirgs-Korps. Das Korps war auf der Krim eingesetzt, musste sich jedoch nach Rumänien zurückziehen. Zum 1. September 1944 übernahm er das Kommando über das VIII. Armeekorps, das gegen die vorrückende Rote Armee eingesetzt war. Am 18. März 1944 erhielt er die Schwerter zum Ritterkreuz (139. Verleihung). Ab dem 1. April 1945 übernahm er das Kommando über XXIV. Panzerkorps, mit dem er in US-amerikanische Kriegsgefangenschaft geriet, aus der er im Juni 1947 entlassen wurde.